# Имперфект
Имперфект (на латински: imperfectus – несвършено) е глаголна форма в редица езици по света, означаваща незавършения вид на глагола в минало време. Имперфектът има значение и на таксис (едновременност на действията), както и други допълнителни значения в отделните езици.
Имперфект има в повечето стари индоевропейски езици (древногръцки, латински, санскрит, старославянски), семитски (древноеврейскои, геез), а от съвременните езици съществува преди всичко в романските (френск imparfait, италиански imperfetto и др.), а от славянските — в българския, в македонската литературна норма, сръбския и хърватския, като в последните два употребата му е силно редуцирана за сметка на аориста.